# 野口芳子
野口 芳子（のぐち よしこ、1949年7月7日- ）は、日本のドイツ文学者、武庫川女子大学名誉教授。

## 人物・来歴
大阪府生まれ。旧姓・柊木(ひいらぎ)。1972年関西学院大学文学部独文科卒、74年同大学院修士課程修了。1977年西ドイツマールブルク大学文学博士（Rezeption der Kinder- und Hausmärchen der Brüder Grimm in Japan「日本におけるグリム童話の受容」）。1983年武庫川女子大学専任講師、90年助教授、98年教授、16年名誉教授。17年梅花女子大学児童文学専攻教授。

## 著書
【単著】
- 『グリム童話のメタファー―固定観念を覆す解釈』勁草書房  2016年
- 『卒論を楽しもう グリム童話で書く人文科学系卒論』武庫川女子大学出版部 2012年
- 『グリム童話と魔女― 魔女裁判とジェンダーの視点から』勁草書房 2002年
- 『グリムのメルヒェン その夢と現実』勁草書房 1994年

【共著】
- 『グリム・メディア・対話 －変容し活用されるドイツの民間伝承－』野口芳子編 日本独文学会 2022年
- 『グリム童話と表象文化』大野寿子編 勉誠出版 2017年
- 『グリムへの扉』大野寿子編 勉誠出版 2015年
- 『グリム童話とドイツ伝承文学における父親像と母親像』野口芳子編 日本独文学会 2014年
- 『グリムと民間伝承―東西民話研究の地平』溝井裕一編 麻生出版 2013年
- 『日本・ドイツ・イタリア―超少子高齢化社会からの脱却』冨士谷あつ子／伊藤公雄共編 明石書店 2009年
- 『魔女で学ぶドイツ語』野口芳子／小山真理子／毛利眞理子／橋木郁子共著 三修社 2008年
- 『グリムのメルヒェン―その多様なアプローチ』梅内幸信編 日本独文学会 2007年
- 『児童文学翻訳作品総覧』川戸道昭／榊原貴教編 大空社／ナダ出版センター2005年
- 『世界昔話ハンドブック』稲田浩二編 三省堂 2004年
- Dass gepfleget werde der feste Buchstab - Festschrift fuer Heinz Roelleke zum 65. Geburtstag, Hrsg.v.L.Bluhm u. A.Haelter, Trier(WVT) 2001.
- 『ドイツ女性の歩み』河合節子／野口薫／山下公子編 三修社 2001年
- 『日本におけるグリム童話翻訳書誌』 川戸道昭／野口芳子／榊原貴教編 ナダ出版センター 2000年
- 『ジェンダー学を学ぶ人のために』日本ジェンダ－学会編 世界思想社 2000年
- 『女が変わる男が変わる100冊の本』冨士谷あつ子／伊藤公雄編 かもがわ出版 1997年
- 『日本児童文学大事典』国際児童文学館編 大日本図書 1993年
- 『グリム童話研究』 日本児童文学学会編 大日本図書 1989年
- 『世界歴史大事典』教育出版センタ－ 1985年
- Ueber den Unterschied zwischen Volks- und Kunstmaerchen bei den Bruedern Grimm. In: Europaeische Ethnologie in der beruflichen Praxis, Bonn (Habelt) 1983.
- Die erste Japanische Uebersetzung Grimmscher Maerchen und ihr geschichtlicher Hintergrund. In:Brueder Grimm Gedenken, Bd.3, Marburg/L (Elwert) 1981.

【翻訳】 
- イングリット・アーレント=シュルテ『魔女にされた女性たち 近世初期ドイツにおける魔女裁判』小山真理子共訳 勁草書房 2003年

## 受賞
日本学術振興会より科学研究費助成事業において優秀審査員として表彰　2014.10.31.